# Tshabong

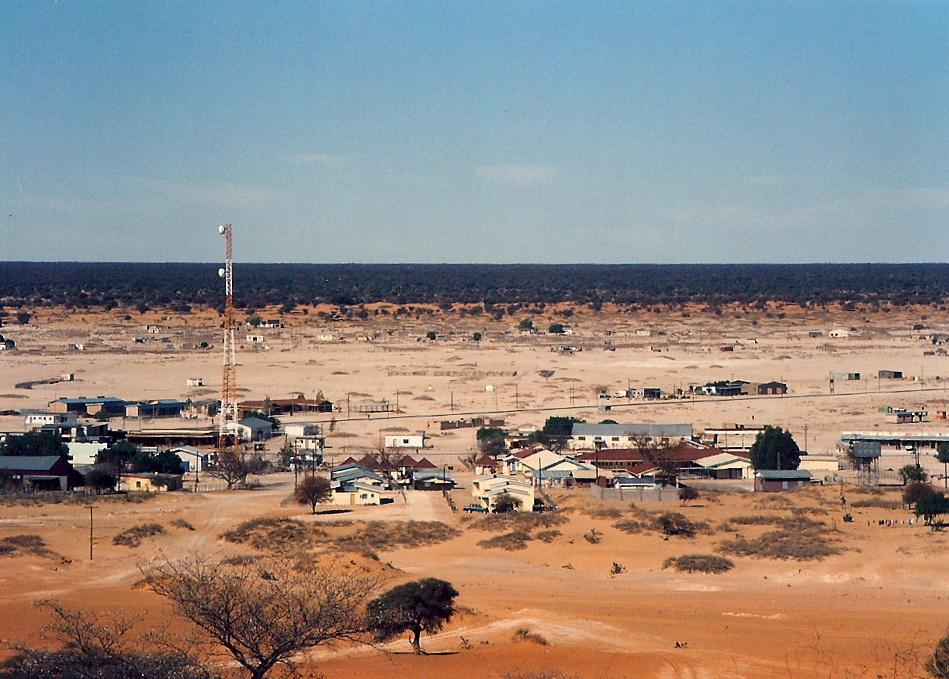
Tshabong

Tshabong – miasto w południowej Botswanie, na pustyni Kalahari. Znajduje się w dystrykcie Kgalagadi i jest jego stolicą. W mieście znajduje się port lotniczy Tshabong.